# Эмансипация
«Эмансипация» (укр. «Емансипація») — третій офіційний збірник хітів жіночого російсько-українського поп-гурту «ВІА Гра», що вийшов у 2008 році. Існують два варіанти видання альбому: звичайний і колекційний. Колекційний варіант вийшов у продаж 30 жовтня 2008 року, звичайний — 27 листопада 2008 року. Вперше в історії колективу альбом містить CD-диск з офіційними реміксами, також нововведенням для групи є наявність трьох дисків в альбомі. Збірник видано під керівництвом лейблів «CD Land +» і «AMUSIC RECORDS COMPANY».

## Список композицій

### CD 1: «Эмансипация»
| №   | Пісня                                                        | Музика / Слова                                                          | Час  |
| --- | ------------------------------------------------------------ | ----------------------------------------------------------------------- | ---- |
| 1.  | «Emancipation»                                               | К. Меладзе / К. Меладзе                                                 | 3:58 |
| 2.  | «Я не боюсь»                                                 | К. Меладзе / К. Меладзе                                                 | 4:32 |
| 3.  | «Американская жена» (присутня тільки в колекційному виданні) | Н. Пивоварова / О. Ципенюк (автор оригинального текста — Н. Пивоварова) | 3:00 |
| 4.  | «Поцелуи»                                                    | К. Меладзе / К. Меладзе                                                 | 4:19 |
| 5.  | «Л.М.Л.»                                                     | К. Меладзе / К. Меладзе                                                 | 4:08 |
| 6.  | «Обмани, но останься»                                        | К. Меладзе / К. Меладзе                                                 | 3:58 |
| 7.  | «Бриллианты»                                                 | К. Меладзе / К. Меладзе                                                 | 3:26 |
| 8.  | «Нет ничего хуже» (спільно з «ТНМК»)                         | К. Меладзе / К. Меладзе                                                 | 3:42 |
| 9.  | «Цветок и нож»                                               | К. Меладзе / К. Меладзе                                                 | 4:52 |
| 10. | «Притяженья больше нет» (спільно з Валерієм Меладзе)         | К. Меладзе / К. Меладзе                                                 | 4:20 |
| 11. | «Бомба 2006»                                                 | К. Меладзе / К. Меладзе                                                 | 3:21 |
| 12. | «Ой, говорила чиста вода»                                    | К. Меладзе / Д. Гольдэ                                                  | 3:55 |
| 13. | «Появись, мой суженый»                                       | К. Меладзе / К. Меладзе                                                 | 3:17 |

## Доповнення

### CD 2: «Ремиксы»
| №   | Ремікс                                                  | Музика / Слова          | Час  |
| --- | ------------------------------------------------------- | ----------------------- | ---- |
| 1.  | «Emancipation (DJ Kirill clash remix)»                  | К. Меладзе / К. Меладзе | 3:58 |
| 2.  | «Я не боюсь (DJ Kirill clash remix)»                    | К. Меладзе / К. Меладзе | 3:35 |
| 3.  | «Я не вернусь (disco space mix by YaD)»                 | К. Меладзе / К. Меладзе | 3:53 |
| 4.  | «Я не вернусь (disco acid drum mix by YaD)»             | К. Меладзе / К. Меладзе | 3:38 |
| 5.  | «Стоп! Стоп! Стоп! (disco house mix by YaD)»            | К. Меладзе / К. Меладзе | 4:10 |
| 6.  | «Стоп! Стоп! Стоп! (latino mix by YaD)»                 | К. Меладзе / К. Меладзе | 3:57 |
| 7.  | «Стоп! Стоп! Стоп! (upbeat version)»                    | К. Меладзе / К. Меладзе | 3:49 |
| 8.  | «Стоп! Стоп! Стоп! (crystal pop mix by Master J)»       | К. Меладзе / К. Меладзе | 5:00 |
| 9.  | «Не оставляй меня, любимый! (etno-easy mix by RainMan)» | К. Меладзе / К. Меладзе | 3:45 |
| 10. | «Не оставляй меня, любимый! (space mix by RainMan)»     | К. Меладзе / К. Меладзе | 3:48 |
| 11. | «Биология (club mix by RainMan)»                        | К. Меладзе / К. Меладзе | 3:10 |
| 12. | «Биология (jungle mix by RainMan)»                      | К. Меладзе / К. Меладзе | 3:30 |
| 13. | «Не надо (latin mix mix by RainMan)»                    | К. Меладзе / К. Меладзе | 2:57 |
| 14. | «Не надо (dance mix by RainMan)»                        | К. Меладзе / К. Меладзе | 3:30 |
| 15. | «Good morning, папа! (strong mix by RainMan)»           | К. Меладзе / К. Меладзе | 3:45 |
| 16. | «Good morning, папа! (ING mix by RainMan)»              | К. Меладзе / К. Меладзе | 3:24 |

### DVD
| №  | Кліп                                   | Композитор | Режисер / Сценарист   | Дата          |
| -- | -------------------------------------- | ---------- | --------------------- | ------------- |
| 1. | «Emancipation»                         | К. Меладзе | А. Бадоев / А. Бадоев | Вересень 2008 |
| 2. | «Я не боюсь»                           | К. Меладзе | А. Бадоев / А. Бадоев | Квітень 2008  |
| 3. | «Нет ничего хуже» (совместно с «ТНМК») | К. Меладзе | С. Горов / С. Горов   | Квітень 2005  |
| 4. | «Мир, о котором я не знала до тебя»    | К. Меладзе | С. Горов / С. Горов   | Жовтень 2004  |
| 5. | «Цветок и нож»                         | К. Меладзе | А. Бадоев / А. Бадоев | Листопад 2006 |
| 6. | «Поцелуи»                              | К. Меладзе | А. Бадоев / А. Бадоев | Вересень 2007 |

## Творці альбому
- Музика і слова пісень — Костянтин Меладзе
- Музичний продюсер — Костянтин Меладзе
- Продюсери — Дмитро Костюк, Костянтин Меладзе
- Випусковий продюсер — Аріна Абрамова
- Солістки — Альбіна Джанабаєва, Меседа Багаудінова, Тетяна Котова
- Дизайнер — Олексій Русаков
- Авторинг і мастеринг — DJ Krypton